# Pay-pay
Pay-pay és un conjunt de dos edificis d'Argentona (Maresme) protegida com a Bé Cultural d'Interès Local.

## Descripció
Dos xalets amb dos cossos diferenciats, el principal de planta baixa i pis, i una torre lateral de planta baixa i dos pisos, de característiques gairebé idèntiques, que són dos habitatges diferenciats.
El núm. 56 a diferència del seu veí, encara conserva la tribuna porticada i oberta, amb columnes de rajola vista. El teulat té faldons, teules careneres i amb un ràfec molt destacat.
La casa núm. 54 té l'interior completament modificat des de finals del segle xx.